# 五山版
五山版（ござんばん）は、宋元時代の禅籍の出版隆盛の影響を受け、五山を中心として寺院で開版された刊本のことである。京都の五山が出版の中心であったが、鎌倉円覚寺の続灯庵などでも出版された。

## 概要
中世日本では、禅文化が盛んとなり、漢文学としての五山文学が興隆した。それに付随する形で自然と出版文化も起こることとなったのである。その多くは、日本に伝来した宋版や元版（宋元版）を底本として覆刻されたものであったため、木版印刷の古様を伝えるものが多く、書誌学的な資料価値が非常に高いものが多く存在する。

### 中世文化の中枢
川瀬一馬は、『五山版の研究』で次のように指摘する。
五山版は、単にわが中世における印刷文化の中枢であるのみならず、中世文化全般の中枢を担っていた。鎌倉時代から南北朝時代を経て室町時代末期に至る約四百年間の前期武家文化は、新たに大陸から招来された禅文化に拠って支えられ、それを踏まえて発展を遂げたと言つてよい。その間、武家に対し指導的役割を果したものは、禅僧であり、その文化指導者たる禅僧の最も中枢的な営みが、四百余種におよぶ禅籍・漢籍の出版事業である。これらの五山版は中世における他の宗派の出版活動、即ち、春日版・高野版・叡山版・浄土教版等が、その宗派内の教化活動に留まるのに対して、全くその文化史的意義を異にするものである。

## 出版の経緯
- 1287年、建長寺で『禅門宝訓』が開版される。
- 1288年、山城国（京都府）三聖寺で東山湛照が『虎丘隆和尚語録』等を刊行する。
- 1329年以後、元よりの渡来僧、竺仙梵僊が『拾遺偈頌集』を出版する。
- 1340年 - 1370年代、春屋妙葩らにより禅籍多数が出版される。
  - 『圜悟心要』（1341年）
  - 『夢中問答集』（1344年）
  - 『景徳伝灯録』（1348年）
  - 『輔教編』（1351年）
  - 『禅源諸詮集都序』（1358年）
  - 『蒲室集』（1359年）
  - 『五灯会元』（1368年）
  - 『仏鑑禅師語録』（1370年）
  - 『仏光国師語録』（1370年）
  - 『宗鏡録』（1371年）
  - 『元亨釈書』（1377年）
  - 『初祖三論』（1387年）
  - 『少室六門』

その他にも、『論語』、『論語集解』、『毛詩鄭箋』、『大学章句』、『古文真宝』等の外典（げてん）も出版された。だが、応永中（1394年 - 1428年）あたりから往時の盛行が影をひそめ、応仁の乱より後は、全く刊行されなくなってしまった。